# Nikolaus Stark
Nikolaus Stark (* 28. Mai 1931 in Geislingen am Ries) ist ein deutscher katholischer Priester und Künstler.

## Leben
Nikolaus Stark wurde am 28. Mai 1931 in Geislingen am Ries (Gemeinde Unterschneidheim) geboren. Er besuchte das Gymnasium in Ellwangen (Jagst), wo er seinen späteren künstlerischen Lehrer Helmut Esdar kennenlernte, mit dem ihn bis zu dessen Tod 1982 eine enge Freundschaft verband.
Nach dem Gymnasium erfolgte sein Eintritt in das Priesterseminar der Diözese Rottenburg-Stuttgart; 1957 die Priesterweihe, gemeinsam mit Walter Kasper.
Ab 1971 war er Pfarrer in Bollingen. Dort entfaltete er eine rege künstlerische Tätigkeit, insbesondere mit der Konzeption und Realisierung der Innenausstattung der Allerheiligenkirche (Lehr), 1973–1974.
Ab 1984 wirkte er als Pfarrer in Dewangen. Inzwischen ist Nikolaus Stark pensioniert. Er lebt und wirkt in Wallerstein. Mehrere Ausstellungen in der Region Ost-Württemberg zeigten seine Bilder.
Zu seinem 80. Geburtstag würdigte Weihbischof Johannes Kreidler namens der Diözese Rottenburg-Stuttgart das Werk von Nikolaus Stark als „schöpferische Seelsorge“.

## Werkauswahl
- Kirche Kostbares Blut in Nebringen: 10 Wandbilder über die Eucharistie (1964), Chorbild Gethsemane (1966) [inzwischen abgebrochen].
- Allerheiligenkirche (Lehr): Bildhauerarbeiten, Bronzeskulpturen, Fresken, Wandbilder, Glasfensterzyklus (1973–1974, 1984).
- Heilig-Geist-Kapelle im Bundeswehrkrankenhaus Ulm: Wandbilder (1979/81) [inzwischen zerstört].
- St. Josefskapelle in Rißtissen (1983)
- Gemeindehaus St. Martin in Mähringen (Ulm): Flügelaltarbild (1990).
- St. Ottmars-Kapelle in Aalen-Reichenbach: Wandbild im Eingangsbereich
- 17 Fresken in den Nischen des Friedhofs bei St. Alban in Wallerstein (2005).

Starks bevorzugte Technik sind Einzelbilder in Aquarell und (nach dem Vorbild Matthias Grünewalds) Kaseinfarbe. Seine Werke widmeten sich hauptsächlich biblischen und theologischen Themen, aber auch der Landschaft und Blumen. Stark fertigte seine großen Arbeiten stets ehrenamtlich in seinen Sommerferien.

## Pfarrer-Nikolaus-Stark-Stiftung
2006 gründete Nikolaus Stark mit der Pfarrer-Nikolaus-Stark-Stiftung eine unselbständige Unterstiftung unter dem Dach der Stiftung Wegzeichen – Lebenszeichen – Glaubenszeichen, welche eine gemeinnützige, kirchliche Stiftung der Diözese Rottenburg-Stuttgart ist.
In der Stiftungsurkunde heißt es: „Zweck der Stiftung ist es, mit den Kunstwerken des Stifters Pfarrer Nikolaus Stark der religiösen Verkündigung zu dienen, Allgemeinbildung und Kultur zu fördern und die Aufgaben der Stiftung ‚Wegzeichen – Lebenszeichen – Glaubenszeichen‘ finanziell zu unterstützen. Das künstlerische Schaffen soll einer breiteren Öffentlichkeit bekannt gemacht werden.“